# Grzegorz Kołodko

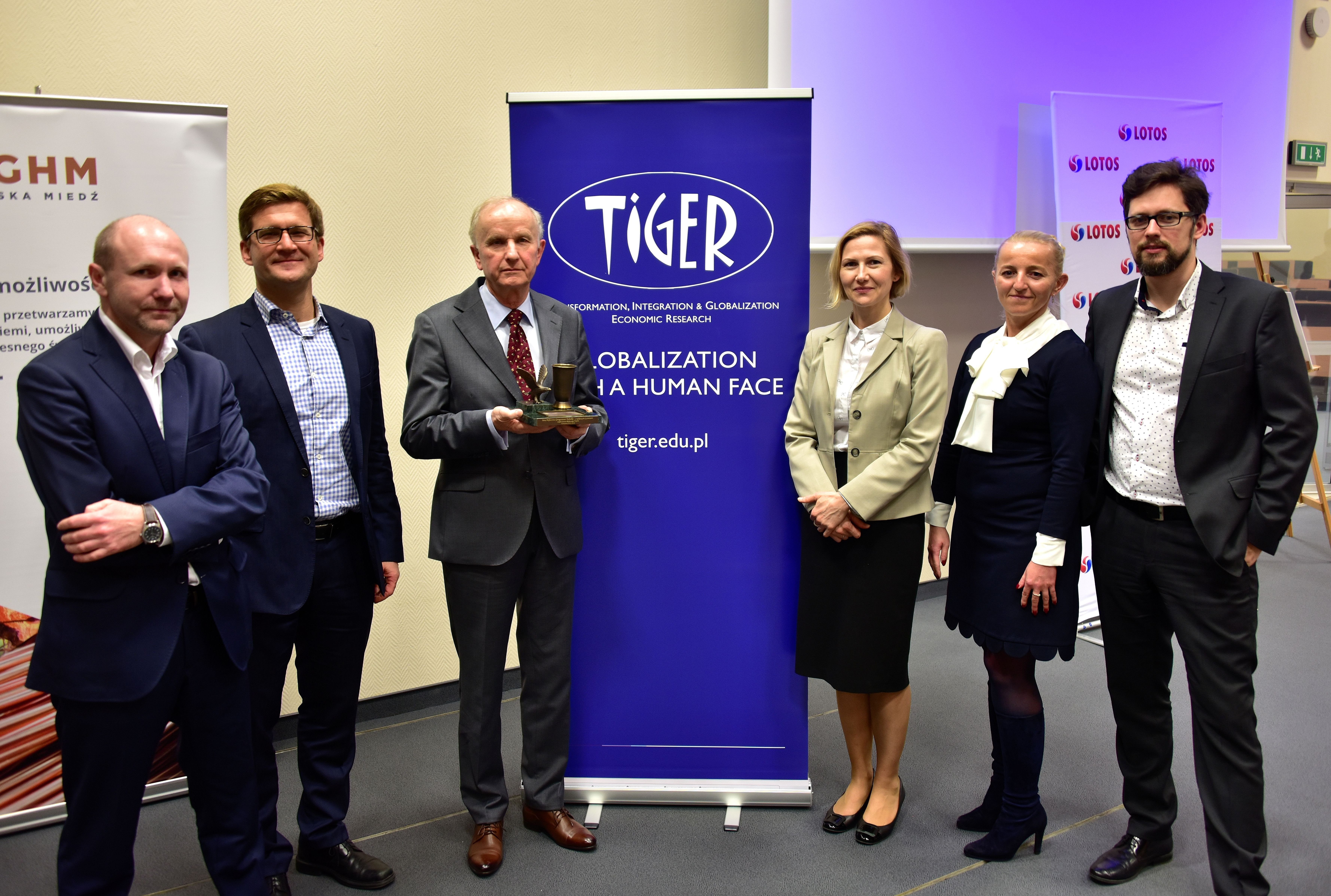
Grzegorz Kołodko razem ze współpracownikami z Centrum Badawczego Transformacji, Integracji i Globalizacji TIGER na Akademii Leona Koźmińskiego (2019)

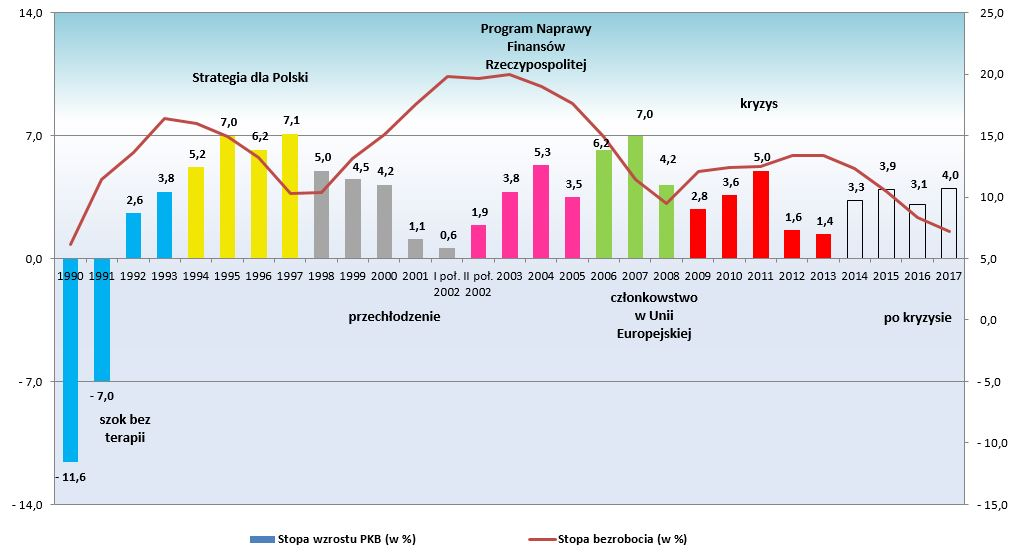
PKB i bezrobocie w Polsce w okresie realizacji „Strategii dla Polski” oraz „Programu Naprawy Finansów Rzeczypospolitej”

Grzegorz Witold Kołodko (ur. 28 stycznia 1949 w Tczewie) – polski ekonomista i polityk, profesor nauk ekonomicznych, autor teoretycznego nurtu ekonomii znanego jako nowy pragmatyzm. Wykładowca Akademii Leona Koźmińskiego w Warszawie, Wiceprezes Rady Ministrów i minister finansów w latach 1994–1997 i 2002–2003, twórca programów rozwoju społeczno-gospodarczego – Strategii dla Polski, Pakietu 2000 oraz Programu Naprawy Finansów Rzeczypospolitej.
Autor książek i artykułów z dziedziny ekonomii i polityki gospodarczej, ekspert i konsultant międzynarodowych organizacji. Członek Europejskiej Akademii Nauki, Sztuki i Literatury. Zagraniczny członek Rosyjskiej Akademii Nauk oraz Narodowej Akademii Nauk Ukrainy. Członek Academia Europaea.

## Wykształcenie
W 1967 ukończył Liceum Ogólnokształcące im. Marii Curie-Skłodowskiej w Tczewie. Po maturze, w roku szkolnym 1967–1968, pracował jako niewykwalifikowany robotnik budowlany w Gdańsku. Podczas studiów (1968–1972) w Szkole Głównej Planowania i Statystyki (SGPiS, obecnie Szkoła Główna Handlowa w Warszawie) był m.in. przewodniczącym Rady Uczelnianej Zrzeszenia Studentów Polskich (1970–1971). W latach 1975–1977 był przewodniczącym Rady Młodych Pracowników Nauki SGPiS, a w latach 1978–1981 wiceprzewodniczącym Ogólnopolskiej Rady Młodych Pracowników Nauki ds. Zagranicznych.
Po ukończeniu studiów w 1972 (nagroda Ministra Finansów za pracę magisterską na temat nierównowagi rynkowej) doktoryzował się na tej samej uczelni w 1976 (dysertacja pt. „Wahania tempa wzrostu gospodarczego w PRL”). Promotorem jego pracy magisterskiej oraz doktorskiej był prof. Maksymilian Pohorille. Stopień doktora habilitowanego uzyskał w 1984 na podstawie dorobku naukowego i rozprawy pt. „Cele rozwoju a makroproporcje gospodarcze”. Tytuł naukowy profesora nauk ekonomicznych uzyskał w 1988.
Jako stypendysta Fundacji Fulbrighta przebywał na Uniwersytecie Illinois (1985–1986). Założyciel i dyrektor Instytutu Bankowości i Polityki Monetarnej Narodowego Banku Polskiego (1988). Research Fellow w Światowym Instytucie Badań Rozwoju Gospodarczego ONZ (WIDER) w Helsinkach (1988, 1989 i 2002). Dyrektor Instytutu Finansów (1989–1994). Konsultant Międzynarodowego Funduszu Walutowego w Departamencie Badań (1991 i 2000) i w Departamencie Polityki Fiskalnej (1992 i 1999). W 1994 Senior Research Fellow w Instytucie Finansów i Polityki Monetarnej w Tokio. Distinguished Sasakawa Chair and Research Professor in Development Policy w WIDER (1997–1998), Visiting Fellow w Banku Światowym (1998) i Senior Research Fellow na Uniwersytecie Yale (1998).
Doktor honoris causa dwunastu zagranicznych uniwersytetów.

## Działalność naukowa
Aktualnie jest pracownikiem Katedry Ekonomii Akademii Leona Koźmińskiego (ALK). Jest również założycielem i dyrektorem Centrum Badawczego Transformacji, Integracji i Globalizacji TIGER afiliowanego przy tej uczelni.
Jest autorem nowego pragmatyzmu – koncepcji ekonomii opierającej się na imperatywie harmonijnego rozwoju społeczno-gospodarczego.
Autor i redaktor 60 książek oraz licznych artykułów i referatów opublikowanych w 28 językach (w tym ponad 200 po angielsku). Prowadził wykłady i seminaria w dziedzinie ekonomii politycznej, polityki ekonomicznej, ekonomii porównawczej, polityki rozwoju i finansów publicznych w SGH i ALK oraz m.in. na uniwersytetach w Stanach Zjednoczonych (Uniwersytet Yale, Uniwersytet Kalifornijski w Los Angeles, Uniwersytet Illinois, Uniwersytet Wesleyański, Uniwersytet w Rochester). Kierował pracami naukowymi i wykładał w instytutach badawczych i na uniwersytetach na wszystkich kontynentach. Członek rad programowych periodyków naukowych i instytutów badawczych. Promotor kilkunastu prac doktorskich. Wielokrotny laureat nagród Ministerstwa Nauki i Szkolnictwa Wyższego, Polskiej Akademii Nauk i Polskiego Towarzystwa Ekonomicznego w dziedzinie badań naukowych oraz dydaktyki.
Autor prac naukowych z zakresu makroekonomii o tematyce inflacji i niedoborów w gospodarce planowej, traktujących m.in. o polityce stabilizacyjnej, transformacji ustrojowej od gospodarki socjalistycznej (komunistycznej) do gospodarki rynkowej, czynnikach wzrostu gospodarczego, roli instytucji w procesie rozwoju gospodarczego, procesie globalizacji i jej implikacjach dla wzrostu gospodarczego. W latach 1982–1988 był doradcą prezesa Narodowego Banku Polskiego.
Columbia University Press nominowała amerykańskie wydanie jego książki pt. „Wędrujący świat” do Michael Harrington Book Award from the New Political Science section of the American Political Science Association. Nagroda jest przyznawana książkom, których przekaz może być wykorzystany w walce o lepszy świat. „Wędrujący świat” został przetłumaczony na 10 języków. 
Od 2001 do 2019 był członkiem Komitetu Nauk Ekonomicznych Polskiej Akademii Nauk, a od 2019 – jako pierwszy polski ekonomista – Academia Europaea. 
Od 2019 Distinguished Professor of Belt and Road School, Beijing Normal University. 
Od 2020 członek Towarzystwa Naukowego Warszawskiego.

## Działalność polityczna
W latach 1969–1990 należał do PZPR. 
W 1989 roku uczestniczył w negocjacjach Okrągłego Stołu, w zespole do spraw gospodarki i polityki społecznej. W latach 1989–1991 członek Rady Ekonomicznej Rady Ministrów. Nominowany przez Euromoney Najlepszym Ministrem Finansów Europy Środkowo-Wschodniej (1996).

### Wicepremier i minister finansów
Czterokrotnie powołany na urząd wiceprezesa Rady Ministrów i ministra finansów:
- w rządzie Waldemara Pawlaka (od 28 kwietnia 1994 do 6 marca 1995)
- w rządzie Józefa Oleksego (od 7 marca 1995 do 7 lutego 1996)
- w rządzie Włodzimierza Cimoszewicza (od 7 lutego 1996 do 4 lutego 1997)
- w rządzie Leszka Millera (od 6 lipca 2002 do 16 czerwca 2003)

W 1994 prowadził negocjacje i doprowadził do podpisania porozumienia w sprawie redukcji polskiego zadłużenia zagranicznego wobec banków komercyjnych (Klubu Londyńskiego). 11 lipca 1996 w imieniu rządu polskiego podpisał Konwencję o Organizacji Współpracy Gospodarczej i Rozwoju, na mocy której 22 listopada 1996 Polska przystąpiła do OECD. Odegrał aktywną rolę w procesie przystępowania Polski do Unii Europejskiej, uczestnicząc w jej szczytach w Kopenhadze w grudniu 2002 roku oraz w Atenach w 2003 roku.
Jako wicepremier i minister finansów w rządzie Leszka Millera był autorem pomysłu tzw. abolicji podatkowej, która zakładała, że osoby, które ukrywały swoje dochody po ich ujawnieniu będą mogły zapłacić jednorazowy podatek w wysokości 12%, co RMF FM określiło jako dobrą wiadomość dla wszystkich oszustów podatkowych. W listopadzie 2002 Trybunał Konstytucyjny orzekł, że warunki abolicji podatkowej zaproponowanej w ustawie naruszają zasady konstytucyjne, m.in. demokratycznego państwa prawnego, równości wobec prawa oraz powszechności ponoszenia danin publicznych, w tym podatków. W mediach określono sytuację jako wielką porażkę Grzegorza Kołodki i wielkie zwycięstwo państwa prawa, a samą ustawę jako bubel prawny roku. Po wyroku Trybunału opozycyjna Platforma Obywatelska wezwała ministra Kołodkę do dymisji, a następnie złożyła, poparty przez posłów PiS, LPR i SKL, wniosek o wotum nieufności wobec niego.

## Odznaczenia i nagrody
- 1997 – Za wybitne zasługi w działalności państwowej i publicznej odznaczony został Krzyżem Komandorskim Orderu Odrodzenia Polski[20]
- 2013 – Nagroda naukowa im. Fryderyka Skarbka przyznana przez Polską Akademię Nauk za książkę pt. Dokąd zmierza świat. Ekonomia polityczna przyszłości, Wydawnictwo Prószyński i S-ka, Warszawa, 2013
- 2014 – Odznaka honorowa „Za zasługi dla bankowości Rzeczypospolitej Polskiej”
- 2014 – Medal Komisji Edukacji Narodowej za szczególne zasługi dla oświaty i wychowania
- 2014 – Nagroda Ministra Nauki i Szkolnictwa Wyższego za wybitne osiągnięcia naukowe w dziedzinie badania na rzecz rozwoju gospodarki
- 2015 – Specjalna Nagroda Honorowa Polskiego Towarzystwa Ekonomicznego za dorobek naukowy i upowszechnianie polskiej ekonomii w świecie
- 2019 – Kowadło – Nagroda Stowarzyszenia Kuźnica
- 2020 – Special Book Award of China “for facilitating the exchange and mutual appreciation of Chinese and foreign civilizations”
- 2021 – Doktor Honoris Causa Uniwersytetu Ekonomicznego w Poznaniu

## Życie prywatne
Żona Alicja jest redaktor prowadzącą „Kwartalnik Nauk o Przedsiębiorstwie”. Ma dwie córki: Julię ( psycholog, doktor nauk behawioralnych, Warwick University) i Gabrielę (absolwentka grafiki warszawskiej ASP). Dużo podróżuje (zwiedził 172 kraje oraz Arktykę i Antarktydę) i uprawia biegi maratońskie (ukończył 50; najlepszy czas w Toronto: 3:38.22) oraz fotografuje. Jest wegetarianinem, nie pali papierosów i nie pije alkoholu.

## Ważniejsze publikacje
- Cele rozwoju a makroproporcje gospodarcze[25], Szkoła Główna Planowania i Statystyki, Warszawa 1984 (wydanie I); Państwowe Wydawnictwo Naukowe, Warszawa 1986 (wydanie II), ISBN 83-01-06934-1.
- Polska w świecie inflacji[26], Książka i Wiedza, Warszawa 1987, ISBN 83-05-11516-X.
- Reform, Stabilization Policies and Economic Adjustment in Poland, United Nations University World Institute for Development Economics Research (WIDER), Helsinki 1989, ISSN 0782-8233.
- Kryzys, dostosowanie, rozwój[27], Państwowe Wydawnictwo Ekonomiczne, Warszawa 1989, ISBN 83-208-0789-1.
- Inflacja, reforma, stabilizacja[28], Alma-Press, Warszawa 1990, ISBN 83-7020-078-8.
- Hiperinflacja i stabilizacja w gospodarce posocjalistycznej[29] (współautorzy: Danuta Gotz-Kozierkiewicz i Elżbieta Skrzeszewska-Paczek), Państwowe Wydawnictwo Ekonomiczne, Warszawa 1991 (wydanie I) ISBN 83-208-0851-0; Instytut Finansów, Warszawa 1991 (wydanie II), ISBN 83-208-0851-0.
  - praca ukazała się także w języku angielskim:
  - Hyperinflation and Stabilization in Postsocialist Economies, Kluwer Academic Publishers, Boston-Dordrecht-London 1992, ISBN 0-7923-9179-9.
- Polityka finansowa – stabilizacja – transformacja[30] (współautor i redakcja naukowa), Instytut Finansów, Warszawa 1991.
- Polityka finansowa – transformacja – wzrost[31] (współautor i redakcja naukowa), Instytut Finansów, Warszawa 1992.
- Transformacja polskiej gospodarki. Sukces czy porażka?[32], Polska Oficyna Wydawnicza BGW, Warszawa 1992, ISBN 83-7066-416-4.
- Kwadratura pięciokąta. Od załamania gospodarczego do trwałego wzrostu[33], Poltext, Warszawa 1993, ISBN 83-85366-48-2.
- Economic Transition in Eastern Europe (współautorzy: Michael Ellman i Egor T. Gaidar), Blackwell, Oxford, U. K. and Cambridge, USA, 1993, ISBN 0-631-18779-0.
- Strategia dla Polski[34], Poltext, Warszawa 1994, ISBN 83-85366-75-X.
- Rok w polityce[35], Real Press, Warszawa-Kraków 1995, ISBN 83-86688-06-8.
- Dwa lata w polityce[36], Real Press, Kraków-Warszawa 1996, ISBN 83-86688-21-1.
- Polska 2000. Strategia dla przyszłości[37], Poltext, Warszawa 1996, ISBN 83-86890-13-4.
  - praca ukazała się także w języku angielskim, niemieckim i rosyjskim:
  - Poland 2000. The New Economic Strategy, Poltext, Warszawa 1996, ISBN 83-86890-08-8.
  - Polen 2000. Die neue Wirtschaftsstrategie, Poltext, Warszawa 1996, ISBN 83-86890-09-6.
  - Polsza 2000. Nowaja ekonomiczeskaja strategija, Poltext, Warszawa 1996, ISBN 83-86890-07-X.
- Trzy lata w polityce[38], Realbud, Kraków 1997, ISBN 83-907626-1-7.
- The Polish Alternative. Old Myths, Hard Facts and New Strategies in the Successful Transformation of the Polish Economy (współautor D. Mario Nuti), WIDER, Helsinki 1997, ISBN 952-9520-50-6.
  - praca ukazała się także w języku polskim i rosyjskim:
  - Polska alternatywa. Stare mity, twarde fakty, nowe strategie[39], Poltext, Warszawa 1997, ISBN 83-86890-36-3.
  - Polskaja altiernatiwa. Staryje mity, riealnyje fakty i nowaja strategija w processie uspiesznoj transformacji polskoj ekonomiki, Rosyjska Akademia Nauk, Moskwa 1997.
- From Shock to Therapy. The Political Economy of Postsocialist Transformation, Oxford University Press, Oxford and New York 2000, ISBN 0-19-829743-2.
  - praca ukazała się także w języku polskim, chińskim, rosyjskim, japońskim i ukraińskim:
  - Od szoku do terapii. Ekonomia i polityka transformacji[40], Poltext, Warszawa 1999, ISBN 83-86890-67-3.
  - Cong Xiu ke Dao Liao fa: Hou she hui zhu yi de Zheng zhi jin gji, Shanghai Far East Press, Szanghaj-Pekin 2000, ISBN 7-80613-983-4.
  - Ot szoka k terapii. Politiczeskaja ekonomija postsocjalisteczeskich prieobrazowanij, ZAO ‘Żurnał Expert’, Moskwa 2000, ISBN 5-901059-05-8.
  - Wid szoku do terapii. Ekonomika i politika transformacii, Wydawnictwo Niezależnij Kulturołogicznij Żurnał ‘I’, Lwów 2004, ISBN 966-7790-01-0.
  - Shock kara Ryouhou he – Touou ni okeru Post-Shakaishugi no Taisei Ikou kara EU Kamei he, San-Kei-Sha, Nagoja 2005, ISBN 4-88361-264-3.
- Post-Communist Transition. The Thorny Road, University of Rochester Press, Rochester, NY, USA, and Woodbridge, Suffolk, UK, 2000, ISBN 1-58046-057-7.
- Moja globalizacja, czyli dookoła świata i z powrotem[41], Towarzystwo Naukowe Organizacji i Kierownictwa, Toruń 2001, ISBN 83-7285-027-5.
- 'Nowa gospodarka’ i jej implikacje dla długookresowego wzrostu w krajach posocjalistycznych[42] (współautor i redakcja naukowa), Wydawnictwo Wyższej Szkoły Przedsiębiorczości i Zarządzania im. Leona Koźmińskiego, Warszawa 2001, ISBN 83-86846-60-7.
- Globalizacja, a perspektywy rozwoju krajów posocjalistycznych[43], Towarzystwo Naukowe Organizacji i Kierownictwa, Toruń 2001, ISBN 83-7285-053-4.
  - praca ukazała się także w języku ukraińskim, rosyjskim, węgierskim, hiszpańskim, litewskim, chińskim, macedońskim, koreańskim i wietnamskim:
  - Głobalizacija i perspiektiwy rozwitku postsocialisticznych krain, Osnowni Cinnosti, Kijów 2002 (po ukraińsku) ISBN 966-7856-18-6.
  - Globalizacja i perspektiwy razvitia post-socjalisticzeskich stran, Jewropejskij Gumanitarnij Uniwersitet, Mińsk 2002 (po rosyjsku) ISBN 985-6614-79-1.
  - Globálizáció és a volt szocialista országok fejlödési tendenciái, Kossuth Kiadó, Budapest 2002 (po węgiersku) ISBN 963-09-4364-6.
  - Globalización y perspectivas de desarrollo en los antiguos países comunistas, Siddharth Mehta Ediciones, Madryt 2003 (po hiszpańsku) ISBN 84-86830-34-6.
  - Globalizacija ir posocialistiniu saliu vystymosi perspektyvos, Leidykla Vilnijos Zodis, Wilno 2003 (po litewsku) ISBN 9955-9628-0-1.
  - 全球化与后社会主义国家大预测 (Quan Qiu Hua Yu Hou She Hui Zhu Yi Guo Jia Da Yu Ce), Shi Jie Zhi Shi Chu Ban She (World Affairs Press), Pekin 2003 (po chińsku) ISBN 7-5012-2056-5.
  - Globalizacijata i perspektivite za razvoj na postsocijalisticzkite zemji, Magor, Skopje 2004 (po macedońsku) ISBN 9989-2020-7-9, ISBN 9989-144-12-5.
  - Segyehwawa gu sahwejueui kukgadeoleui baljeon jeonmang, Hankuk University of Foreign Studies Press, Seul 2005 (po koreańsku).
  - Toàn cà̂u hóa và tương lai của các nước đang chuyẻ̂n đỏ̂i: sách tham khảo, Nhà xuá̂t bản Chính trị quó̂c gia (State Political Publishing House), Hanoi 2005 (po wietnamsku).
- Rozwój polskiej gospodarki. Perspektywy i uwarunkowania[44] (współautor i redakcja naukowa), Wydawnictwo Wyższej Szkoły Przedsiębiorczości i Zarządzania im. Leona Koźmińskiego, Warszawa 2002, ISBN 83-86846-69-0.
- Globalization and Catching-up in Transition Economies, University of Rochester Press, Rochester, NY and Woodbridge, Suffolk, UK, 2002, ISBN 1-58046-050-X.
- Tygrys z ludzką twarzą[45], Towarzystwo Naukowe Organizacji i Kierownictwa, Toruń 2002, ISBN 83-7285-089-5.
- 'Nowa gospodarka’ i stare problemy[46] (współautor i redakcja naukowa), Wydawnictwo Wyższej Szkoły Przedsiębiorczości i Zarządzania im. Leona Koźmińskiego, Warszawa 2002, ISBN 83-86846-82-8.
- Globalizacja – marginalizacja – rozwój[47] (współautor i redakcja naukowa), Wydawnictwo Wyższej Szkoły Przedsiębiorczości i Zarządzania im. Leona Koźmińskiego, Warszawa 2002, ISBN 83-86846-90-9.
- Emerging Market Economies. Globalization and Development (współautor i redakcja naukowa), Ashgate, Aldershot, England – Burlington, VT, USA 2003, ISBN 0-7546-3706-9.
- O Naprawie Naszych Finansów[48], Towarzystwo Naukowe Organizacji i Kierowania, Toruń 2004, ISBN 83-7285-188-3.
- Strategia szybkiego wzrostu gospodarczego w Polsce[49] (współautor i redakcja naukowa), Wydawnictwo Wyższej Szkoły Przedsiębiorczości i Zarządzania im. Leona Koźmińskiego, Warszawa 2004, ISBN 83-89437-29-5.
- Globalization and Catching-up in the Emerging Market Economies, The Nigeria Institute for International Affairs, Lagos 2004, ISBN 978-002-047-0.
- Globalization and Social Stress (współautor i redakcja naukowa wraz z Anną Grzymala-Busse), The Yale Center for International and Area Studies, Yale University, New Haven, CT, 2004.
- Globalization and Social Stress (współautor i redakcja naukowa), Nova Science Publishers, Nowy Jork 2005, ISBN 1-59454-194-9.
- The Polish Miracle. Lessons for the Emerging Markets (współautor i redakcja naukowa), Ashgate, Aldershot, England – Burlington, VT, USA 2005, ISBN 0-7546-4535-5.
- Wielikij postsocjalisticzeskij poworot, „Juridiczeskij Centr Press”, Sankt Petersburg 2006 (po rosyjsku) ISBN 5-94201-482-5.
- The World Economy and Great Post-Communist Change nakładem Nova Science Publishers, Inc., Nowy Jork USA 2007, ISBN 1-60021-045-7.
- „Transition and Beyond” (współautor i redakcja naukowa wraz z Saulem Estrinem i Milicą Uvalic), Palgrave Macmillan, Houndmills, Basingstoke, Hampshire-New York 2007, s. XIX + 307 (ISBN 0-230-54697-8; ISBN 978-0-230-54697-4)
- „Polska z globalizacją w tle. Instytucjonalne i polityczne aspekty rozwoju gospodarczego”[50], Towarzystwo Naukowe Organizacji i Kierownictwa, Toruń 2007, s. 213 (ISBN 978-83-7285-366-0).
- Wędrujący świat”, Prószyński i S-ka, Warszawa 2008, s. 440 (ISBN 978-83-7469-712-5).praca ukazała się także w języku rosyjskim, węgierskim i wietnamskim: „Mir w dwiżenii”, Magistr, Moskwa 2009, s. 576 (po rosyjsku) (ISBN 978-5-9776-0102-3 & ISBN 978-83-7469-712-5), „Megatrendek”, Akadémiai Kiadó, Budapest 2009, s. 396 (po węgiersku) (ISBN 978-963-05-8712-9), „Thế giới đi về đâu?”, Nhà xuất bản Thế giới, Hanoi, s. 624 (po wietnamsku) (ISBN 978-604-77-0024-0)
- 20 lat transformacji. Osiągnięcia, problemy, perspektywy” (współautor i redaktor naukowy wraz z Jackiem Tomkiewiczem), Wydawnictwa Akademickie i Profesjonalne, Warszawa 2009, s. 390 (ISBN 978-83-61408-05-5; ISBN 978-83-89437-93-8).
- Świat na wyciągnięcie myśli, Prószyński i S-ka, Warszawa 2010, s. 318 (ISBN 978-83-7648-491-4)
- Globalizacja, kryzys i co dalej?, współautor i redakcja naukowa, Poltext, Warszawa 2010, s. 355 (ISBN 978-83-7561-116-8)
- Globalizacija, transformacija, krizis – czto dalsze?, Magistr, Moskwa 2011, s. 176 (ISBN 9785977-601719)
- 20 years of Transformation: Achievements, Problems and Perspectives, współautor i redakcja naukowa z Jackiem Tomkiewiczem, Nova Science Publishers, New York 2011, s. 292 (ISBN 978-1-61761-603-7)
- Truth, Errors, and Lies. Politics and Economics in a Volatile World, Columbia University Press, New York 2011, s. XII + 460 (ISBN 0-231-15068-7)
- Nowy pragmatyzm kontra nowy nacjonalizm (współautor Andrzej K. Koźmiński), Wydawnictwo Prószyński i S-ka, Warszawa 2017, s. 272 (ISBN 978-83-8123-034-6)
- Dokąd zmierza świat. Ekonomia polityczna przyszłości, Wydawnictwo Prószyński i S-ka, Warszawa, s. 447 (ISBN 978-83-7839-469-3), praca ukazała się także w języku angielskim, rosyjskim, chińskim i rumuńskim: Kuda idiot mir. Politiczeskaja ekonomija buduszczewo, Izdatielstwo Magistr, Moskwa 2014, s. 528 (ISBN 978-5-9776-0317-1), Shi Jie Qu Xiang He Fang: Wei Lai De Zheng Zhi Jing Ji Xue, She Hiu Ke Xue Wen Xian Chu Ban She (Social Science Academic Press), Beijing 2015, s. 328, Incotro se indreapta lumea: Economia politica a viitorului, Editura Polirom, Bukareszt 2015, s. 352
- Whither the World: The Political Economy of the Future, Palgrave Macmillan, Houndmills, Basingstoke, Hampshire 2014, vol. I, s. XI + 224 (ISBN 978-1-137-46573-3) & vol. II, s. VI + 226 (ISBN 978-1-137-46576-4)
- Grzegorz W. Kołodko i ćwierćwiecze transformacji, współautor, redakcja naukowa Paweł Kozłowski i Marcin Wojtysiak-Kotlarski, Wydawnictwo Naukowe SCHOLAR, Warszawa 2014, s. 1279 (ISBN 978-83-7383-690-7)
- Zarządzanie i polityka gospodarcza dla rozwoju (współautor i redakcja naukowa), Poltext, Warszawa 2013, s. 486 (ISBN 978-83-7561-336-0)
- Management and Economic Policy for Development (współautor i redakcja naukowa), Nova Science Publishers, New York 2014, s. XII + 358 (ISBN 978-1-63117-606-7)
- Droga do teraz (współautor Paweł Kozłowski), Wydawnictwo Prószyński i S-ka, Warszawa 2014, s. 312 (ISBN 978-83-7961-055-6)
- Nowy pragmatyzm kontra nowy nacjonalizm (współautor Andrzej K. Koźmiński), Wydawnictwo Prószyński i S-ka, Warszawa 2017,s. 271 ISBN 978-83-8123-034-6
- Czy Chiny zbawią świat?, Wydawnictwo Prószyński i S-ka, Warszawa 2018, s. 224 ISBN 978-83-8123-262-3
- Strategia dla Polski. Ćwierć wieku później (współautor i redakcja naukowa z Jackiem Tomkiewiczem), Wydawnictwo Naukowe PWN, Warszawa 2019, s. 472 (ISBN 978-83-01-20621-5)
- China and the Future of Globalization: The Political Economy of China’s Rise, I.B. Tauris, London – New York 2020, s. 288 ISBN 1-78831-549-9
- Od ekonomicznej teorii do politycznej praktyki, Wydawnictwo Poltext, Warszawa 2020, s. 361 ISBN 978-83-8175-144-5
- The Quest for Development Success: Bridging Theoretical Reasoning with Economic Practice, Rowman & Littlefield Lexington Books, Lanham-Boulder-New York-London 2021, s. XII + 253 ISBN 978-1-7936-4255-4
- Chinism and New Pragmatism：How China’s Development Success and Innovative Economic Thinking Contribute to the Global Development, Prunus Press USA, 2022, s. 115 ISBN 978-1-61612-1518
- Political Economy of New Pragmatism: Implications of Irreversible Globalization, Springer Studies in Alternative Economics, 2022, s. 496, 978-3-03112-2620
- Wojna i pokój, Wydawnictwo Naukowe PWN, 2022, s. 272 ISBN 978-8-30122-5902
- Global Consequences of Russia's Invasion of Ukraine: The Economics and Politics of the Second Cold War. Springer Nature, 2023, s. 174, ISBN 978-3-031-24262-5